# 扬州市第一中学
扬州市第一中学是一所坐落于江苏省扬州市的三星级高中。
学校有江苏省正高级（教授级）教师2名，高级教师61人，中级教师42人。其中有全国优秀教师2人、省市特级教师3人、市学科带头人13人、市中青年骨干教师12人，市教学能手13人，扬州市名师工作室2个。
此外，学校还获得“全国师德建设先进集体”“全国文化艺术教育百强示范基地”“江苏省德育先进学校”“江苏省艺术教育特色学校”“江苏省平安校园”“扬州市先进学校”“扬州市文明单位”“扬州市和谐校园”“扬州市教科研样本校”“扬州市校本研修先进校”“扬州市教育科学研究实验基地”等多项荣誉。

## 学校历史
1902年在现校址上建立本地区第一所新式学堂“仪董学堂”，迄今已有一百多年办学历史。
1952年，学校更名为扬州市第一中学。